# علي كريمي (لاعب كرة قدم مواليد 1994)
علي كريمي (11 فبراير 1994 في إيران - ) هو لاعب كرة قدم إيراني في مركز الوسط. شارك مع منتخب إيران تحت 23 سنة لكرة القدم. أما مع النوادي، فقد لعب مع نادي سباهان أصفهان.

## وصلات خارجية
- علي كريمي (لاعب كرة قدم إيراني) على موقع قاعدة بيانات كرة القدم.إي يو (الإنجليزية)
- علي كريمي (لاعب كرة قدم إيراني) على موقع ناشيونال فوتبول تيمز (الإنجليزية)
- علي كريمي (لاعب كرة قدم إيراني) على موقع Soccerway.com (الإنجليزية)
- علي كريمي (لاعب كرة قدم إيراني) على موقع عالم كرة القدم.نت (الإنجليزية)
- علي كريمي (لاعب كرة قدم إيراني) على موقع AS.com (الإسبانية)

Mehdi Daghar